# Geneva (Iowa)
Geneva – miasto w Stanach Zjednoczonych, w stanie Iowa, w hrabstwie Franklin. W 2000 roku liczyło 171 mieszkańców.